# Тайлер Бейтс
Тайлер Бейтс (англ. Tyler Bates; нар. 5 червня 1965) — американський музичний продюсер та композитор.

## Фільмографія
- 1993 — Blue Flame
- 1994 — Deep Down
- 1994 — Tammy and the T-Rex
- 1995 — Not Like Us
- 1995 — Criminal Hearts
- 1996 — Ворон: Місто янголів (The Crow: City of Angels)
- 1997 — Останній раз, коли я здійснював суїцид (The Last Time I Committed Suicide)
- 2003 — Місто привидів (City of Ghosts)
- 2004 — Світанок мерців (Dawn of the Dead)
- 2004 — BAADASSSSS!
- 2004 — Танці Вулиць (You Got Served)
- 2005 — Вигнані дияволом (The Devil's Rejects)
- 2006 — Слимак (Slither)
- 2006 — Не бачу зла (See No Evil)
- 2006 — 300 спартанців (300)
- 2007 — Гелловін (Halloween)
- 2008 — День, коли Земля зупинилась (The Day the Earth Stood Still)
- 2008 — Судний день (Doomsday)
- 2008—2009 — Недопорно (PG Porno)
- 2009 — Хранителі (Watchmen)
- 2009 — Гелловін 2 (Halloween 2)
- 2010 — Супер (Super)
- 2011 — Заборонений прийом (Sucker Punch)
- 2011 — Конан-варвар (Conan the Barbarian)
- 2011 — Кілер Джо (Killer Joe)
- 2011 — Фантом (The Darkest Hour)
- 2013 — Фільм 43 (Movie 43)
- 2013 — 300 Спартанців: Розквіт Імперії (300: Rise of an Empire)
- 2014 — Рейс 7500 (Flight 7500)
- 2014 — Вартові галактики (Guardians of the Galaxy)
- 2014 — Джон Вік (John Wick)
- 2016 — The Belko Experiment
- 2017 — Джон Вік 2 (John Wick: Chapter 2)
- 2017 — Вартові галактики 2 (Guardians of the Galaxy Vol. 2)
- 2017 — 24 години на життя (24 Hours to Live)
- 2017 — Атомна блондинка (Atomic Blonde)
- 2018 — Дедпул 2 (Deadpool 2)
- 2018 — Шпигун, який мене кинув (The Spy Who Dumped Me)
- 2019 — Джон Вік 3 (John Wick: Chapter 3 — Parabellum)
- 2019 — Форсаж: Гоббс та Шоу (Fast & Furious: Hobbs & Shaw)
- 2020 — Книги крові Books of Blood
- 2022 — X (X)
- 2022 — Денна зміна (Day Shift)
- 2022 — Перл (Pearl)
- 2023 — Джон Уік 4 (John Wick : Chapter 4)
- 2024 — МаХХХін (MaXXXine)
- 2025 — Балерина (Ballerina)